# Viola Sundberg
Viola Sundberg, född 5 november 1934 i Stockholm, död 6 januari 2010 i Norrtälje, var en svensk skådespelare. Hon filmdebuterade 1952 med att spela titelrollen i Flickan från Backafall och gjorde fram till 1957 ett antal biroller i svenska filmer. Hon utnämndes 1956 till Miss China.
Viola Sundberg anställdes 1958 som flygvärdinna i Pan American World Airways, där hon var stationerad i New York och arbetade fram till 1969. I början av 1970-talet återvände hon till Sverige.

## Filmografi (urval)
- 1953 – Flickan från Backafall
- 1955 – Kvinnodröm
- 1955 – Hoppsan!
- 1956 – Flickan i frack
- 1956 – 7 vackra flickor
- 1956 – Johan på Snippen
- 1957 – Lille Fridolf blir morfar